# 1571
| 1571               |
| ------------------ |
| Dødsfald - Fødsler |
| • Begivenheder     |

| Gregoriansk kalender | 1571 MDLXXI             |
| Ab urbe condita      | 2324                    |
| Armensk kalender     | 1020 ԹՎ ՌԻ              |
| Kinesiske kalender   | 4267 – 4268 庚午 – 辛未 |
| Etiopisk kalender    | 1563 – 1564             |
| Jødisk kalender      | 5331 – 5332             |
| Hindukalendere       |                         |
| - Vikram Samvat      | 1626 – 1627             |
| - Shaka Samvat       | 1493 – 1494             |
| - Kali Yuga          | 4672 – 4673             |
| Iransk kalender      | 949 – 950               |
| Islamisk kalender    | 979 – 980               |

Konge i Danmark: Frederik 2. 1559-1588
Se også 1571 (tal)

## Begivenheder
- 14. april – På herredagen i København forkynder kong Frederik 2. freden med Sverige.
- 7. oktober – En flåde under spansk ledelse besejrer en osmannisk i slaget ved Lepanto. Det afslutter den tyrkiske dominans i Middelhavet.

## Født
- 27. december – Johannes Kepler, tysk astronom og matematiker. (død 1630)